# 2-Brücken-Knoten
In der Knotentheorie, einem Teilgebiet der Mathematik, sind 2-Brücken-Knoten bzw. 2-Brücken-Verschlingungen (auch: Knoten bzw. Verschlingungen mit 2 Brücken) eine Klasse von Knoten bzw. Verschlingungen. Sie wurden unter dem Namen Viergeflechte 1956 von Horst Schubert klassifiziert. Weil sie durch eine rationale Zahl {\displaystyle {\frac {p}{q}}} klassifiziert werden können, werden sie häufig auch als rationale Knoten bzw. rationale Verschlingungen bezeichnet.

## Definition
Ein 2-Brūckenknoten ist ein Knoten {\displaystyle K}, dessen Brückenzahl
{\displaystyle br(K)=2}
ist. Das bedeutet, dass er sich so in {\displaystyle 4} Intervalle zerlegen lässt, dass für eine geeignete Ebene {\displaystyle E\subset \mathbb {R} ^{3}} jeweils {\displaystyle 2} Intervalle in beiden von der Ebene berandeten Halbräumen liegen. (Äquivalent kann man auch verlangen, dass {\displaystyle 2} Intervalle in einer Ebene und die anderen beiden Intervalle in einem der berandeten Halbräume liegen.)
Analog definiert man eine Verschlingung mit 2 Brücken als eine Verschlingung {\displaystyle L} mit Brückenzahl {\displaystyle br(L)=2}.
Eine äquivalente Definition besagt, dass der Knoten bzw. die Verschlingung nach einer geeigneten Isotopie genau 2 Maxima bzgl. einer Höhenfunktion {\displaystyle h\colon S^{3}\to \mathbb {R} } hat.

## Conway-Normalform

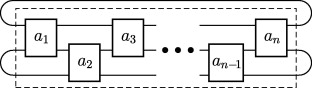
Schematische Darstellung einer 2-Brücken-Verschlingung

Aus der unten stehenden Klassifikation ergibt sich, dass man jede Verschlingung mit 2 Brücken wie im Bild rechts darstellen kann, wobei {\displaystyle a_{i}\in \mathbb {Z} } die Anzahl der Halbtwists in der jeweiligen Box bezeichnet und für gerade bzw. ungerade {\displaystyle i} positive {\displaystyle a_{i}} links- bzw. rechtshändigen Halbtwists entsprechen.
Diese Darstellung wird als Conway-Normalform bezeichnet.
Man kann stets erreichen, dass alle {\displaystyle a_{i}} dasselbe Vorzeichen haben. Insbesondere gibt die Conway-Normalform dann ein alternierendes Knotendiagramm.

## Klassifikation
Die über einer 2-Brücken-Verschlingung verzweigte 2-fache Überlagerung der 3-Sphäre ist ein Linsenraum {\displaystyle L(p,q)}. Die 2-Brücken-Verschlingungen werden durch diese Linsenräume klassifiziert. Man bezeichnet deshalb mit {\displaystyle K(p,q)} diejenige Verschlingung, für die man den Linsenraum {\displaystyle L(p,q)} erhält.
Insbesondere entsprechen zwei rationale Zahlen {\displaystyle {\frac {p_{1}}{q_{1}}}} und {\displaystyle {\frac {p_{2}}{q_{2}}}} genau dann isotopen Verschlingungen, wenn
{\displaystyle p_{1}=p_{2}} und entweder {\displaystyle q_{1}\equiv q_{2}\mod p} oder {\displaystyle q_{1}q_{2}\equiv 1\mod p} ist.
Modulo dieser Identitäten werden 2-Brücken-Verschlingungen also durch eine rationale Zahl {\displaystyle {\frac {p}{q}}} klassifiziert, wobei man {\displaystyle p>0} und {\displaystyle -p<q<p} annehmen kann.
In der oben beschriebenen Conway-Normalform entspricht {\displaystyle {\frac {p}{q}}} dem Kettenbruch {\displaystyle \left[a_{0};a_{1},a_{2},a_{3},\ldots \right]}:
{\displaystyle {\frac {p}{q}}={\cfrac {1}{a_{1}+{\cfrac {1}{a_{2}+{\cfrac {1}{a_{3}+{\cfrac {1}{\;\,\ddots }}}}}}}}}
(Die Kettenbruchdarstellung einer rationalen Zahl {\displaystyle {\frac {p}{q}}} ist nicht eindeutig, aber alle Kettenbruchzerlegungen ergeben denselben Knoten {\displaystyle K(p,q)}.)
Das Spiegelbild eines 2-Brücken-Knotens {\displaystyle K(p,q)} ist {\displaystyle K(p,-q)}.
Einen orientierungsumdrehenden Homöomorphismus {\displaystyle (S^{3},K(p_{1},q_{1}))\to (S^{3},K(p_{2},q_{2}))} zwischen zwei unterschiedlichen 2-Brücken-Knoten gibt es genau dann, wenn
{\displaystyle p_{1}=p_{2}} und entweder {\displaystyle q_{1}\equiv -q_{2}\mod p} oder {\displaystyle q_{1}q_{2}\equiv -1\mod p} ist.
Insbesondere ist ein 2-Brücken-Knoten genau dann amphichiral, wenn {\displaystyle q^{2}\equiv -1\ mod\ p} ist.
Für 2-Brücken-Verschlingungen (mit 2 Komponenten) gibt es einen orientierungserhaltenden Homöomorphismus genau dann, wenn
{\displaystyle p_{1}=p_{2}} und entweder {\displaystyle q_{1}\equiv q_{2}\mod 2p} oder {\displaystyle q_{1}q_{2}\equiv 1\mod 2p} ist.

## Beispiele
Die einzigen Torusknoten unter den 2-Brücken-Knoten sind die {\displaystyle (\pm 2,n)}-Torusknoten.
Alle 2-Brücken-Knoten, die keine Torusknoten sind, sind hyperbolische Knoten.
Die Kleeblattschlinge ist der 2-Brücken-Knoten {\displaystyle K(3,1)} mit Conway-Normalform {\displaystyle \left[3\right]}, der Achterknoten ist der 2-Brücken-Knoten {\displaystyle K(5,2)} mit Conway-Normalform {\displaystyle \left[2,2\right]}.
KnotInfo gibt eine Liste aller 2-Brücken-Knoten mit bis zu 12 Kreuzungen und berechnet die bekannten Knoteninvarianten.
{\displaystyle K(p,q)} ist genau dann ein Knoten, wenn {\displaystyle p} ungerade ist. Wenn {\displaystyle p} gerade ist, dann besteht die 2-Brücken-Verschlingung aus zwei Komponenten.

## Eigenschaften und Invarianten
Die Knotengruppe der 2-Brücken-Verschlingung {\displaystyle K(p,q)} hat die Präsentierung
{\displaystyle \langle a,b\mid ab^{\epsilon _{1}}a^{\epsilon _{2}}\ldots b^{\epsilon _{\alpha _{1}}}a^{-1}b^{-\epsilon _{\alpha _{1}}}\ldots a^{-\epsilon _{2}}b^{-\epsilon _{1}}\rangle }
mit {\displaystyle \epsilon _{k}:=\left(-1\right)^{\left[{\frac {kp}{q}}\right]}}.
Die inkompressiblen Flächen in den Komplementen von 2-Brückenknoten wurden von Hatcher und Thurston klassifiziert. Insbesondere bewiesen sie, dass es keine geschlossenen inkompressiblen Flächen gibt. Wenn {\displaystyle K(p,q)} kein Torusknoten ist, dann gibt jede Dehn-Chirurgie eine irreduzible 3-Mannigfaltigkeit und fast alle Dehn-Chirurgien geben Mannigfaltigkeiten, die keine Haken-Mannigfaltigkeit und auch keine Seifert-Faserung sind.
Bereits Schubert bewies, dass die 2-fachen verzweigten Überlagerungen Linsenräume sind. Die Klassifikation aller endlichen verzweigten Überlagerungen wurde von Minkus erarbeitet.
Die Komplemente hyperbolischer 2-Brückenknoten (mit Ausnahme des Achterknotens) sind zu keinen anderen Knotenkomplementen außer sich selbst kommensurabel.
Es gibt Formeln für die Berechnung des HOMFLY-Polynoms und insbesondere des Jones-Polynoms von 2-Brücken-Knoten.